# Veytaux kraftverk
Veytaux kraftverk är ett pumpkraftverk i kantonen Vaud i Schweiz. Det har en effekt på 480 MW, varav 60 MW i reserv, och utnyttjar nivåskillnaden mellan vattenmagasinet Lac de l'Hongrin som ligger 1 255 meter över havet (m.ö.h.) och Genevesjön på 377 m.ö.h. Vattnet leds i en 8 kilometer lång rörledning från Lac de l'Hongrin till  vattenkraftverket i närheten av Veytaux.
När kraftverket togs i drift år 1971 hade det åtta peltonturbiner med en total effekt på 240 MW och fyra pumpar. Den ökades till det dubbla år 2017 genom installation av ytterligare fyra turbiner på vardera 60 MW och två pumpar i ett nytt bergrum. Utbyggnaden, som kostnadsberäknats till 331 miljoner franc, började år 2011 och togs i drift fem år senare.
Med en beräknad årsproduktion på 1 000 GW är Veytaux kraftverk  Schweiz näst största pumpkraftverk.